# Revolução Cantada
A Revolução Cantada (em estoniano:  laulev revolutsioon; em letão:  dziesmotā revolūcija; em lituano:  dainuojanti revoliucija) foi uma série de eventos de 1987 a 1991 que levou à restauração da independência dos três países bálticos ocupados pelos soviéticos: Estônia, Letônia e Lituânia, no final da Guerra Fria.   O termo foi cunhado por um ativista e artista estoniano, Heinz Valk, em um artigo publicado uma semana após as demonstrações espontâneas de canto noturno em massa, de 10 a 11 de junho de 1988, no Recinto do Festival de Canção de Tallinn. 

## Antecedentes
Durante a Segunda Guerra Mundial, os três países bálticos foram invadidos e ocupados pela União Soviética stalinista em junho de 1940, e formalmente anexados à URSS em agosto de 1940. Após a ocupação alemã nazista em 1941–1944/1945, os três países foram reconquistados pelo exército soviético em 1944–1945.
Em 1985, o último líder da antiga União Soviética, Mikhail Gorbatchov introduziu a glasnost ("abertura") e a perestroika ("reestruturação"), na esperança de estimular a decadente economia soviética e encorajar a produtividade, especialmente nas áreas de bens de consumo, a liberalização de negócios cooperativos e o crescimento da economia de serviços. A Glasnost rescindiu as limitações às liberdades políticas na União Soviética, o que levou a problemas para o governo central soviético em manter o controle sobre áreas não russas, incluindo os países bálticos ocupados.
Questões até então não reconhecidas, anteriormente mantidas em segredo pelo governo central soviético em Moscovo, foram admitidas em público, causando ainda mais insatisfação popular com o regime soviético na Estónia, Letónia e Lituânia. Combinadas com a guerra no Afeganistão e as consequências nucleares em Chernobyl, as queixas foram expostas de uma forma publicamente explosiva e politicamente decisiva. Os Estónios estavam preocupados com a ameaça demográfica à sua identidade nacional representada pelo afluxo de indivíduos de grupos étnicos estrangeiros para trabalhar em grandes projectos de desenvolvimento soviéticos como a mineração de fosfato. 
O acesso às comunidades de emigrados ocidentais no estrangeiro e, particularmente na Estónia, as relações informais com a Finlândia, e o acesso à televisão finlandesa que mostra o estilo de vida ocidental também contribuíram para a insatisfação generalizada com o sistema soviético e provocaram manifestações em massa como repressão sobre dissidentes, nacionalistas, comunidades religiosas, e os consumidores comuns diminuíram substancialmente no final da década de 1980. 
Manifestações massivas contra o regime soviético começaram depois de a liberalização generalizada do regime não ter tido em conta as sensibilidades nacionais. Moscou esperava que as nações não russas permanecessem dentro da URSS, apesar da remoção das restrições à liberdade de expressão e aos ícones nacionais (como as bandeiras locais anteriores a 1940). No entanto, a situação deteriorou-se a tal ponto que em 1989 houve campanhas destinadas a libertar completamente as nações da União Soviética.

## Estônia
O plano do governo soviético para escavar fosforito no condado de Lääne-Viru, com consequências potencialmente catastróficas para o meio ambiente e a sociedade, foi revelado em fevereiro de 1987. Isso deu início à "Guerra do Fosforito", uma campanha ambiental pública.  O grupo MRP-AEG realizou a reunião do Hirvepark na Cidade Velha de Tallinn no aniversário do Pacto Molotov-Ribbentrop em 23 de agosto de 1987, exigindo a divulgação e condenação do seu protocolo secreto. 
A série "Cinco Canções Patrióticas" de Alo Mattiisen estreou no Tartu Pop Festival em maio de 1988.  Em junho, o Festival da Cidade Velha foi realizado em Tallinn e, após a parte oficial do festival, os participantes se mudaram para o Recinto do Festival da Canção e começaram a cantar canções patrióticas juntos espontaneamente.  A Cadeia Báltica, uma cadeia humana de dois milhões de pessoas, estendeu-se de Tallinn a Vilnius em 23 de agosto de 1989.  As "Cinco Canções Patrióticas" de Mattiisen foram apresentadas novamente no festival Rock Summer em Tallinn, realizado de 26 a 28 de agosto de 1988.  O festival Song of Estonia foi realizado no Song Festival Grounds em 11 de setembro.  Trivimi Velliste, presidente da Sociedade do Património da Estónia, foi o primeiro a expressar a ambição pública de recuperar a independência.  O Soviete Supremo da Estónia emitiu a Declaração de Soberania da Estónia em 16 de Novembro. 
A Revolução Cantada durou mais de quatro anos, com vários protestos e atos de desafio. A revolução foi liderada por três grupos diferentes: a Heritage Society, a Frente Popular e o Partido da Independência Nacional. A Heritage Society, criada em 1987, concentrou-se na divulgação da história da Estónia para reunir apoio para a independência da Estónia dos soviéticos. A Frente Popular, fundada em 1988, queria transformar a Estónia num governo autónomo dentro de uma confederação frouxa da União Soviética. O Partido da Independência Nacional, também criado em 1988, era mais radical do que as outras duas organizações e exigia independência total da União Soviética. 
Em 1991, enquanto o governo central em Moscovo e o Exército Soviético tentavam impedir o progresso da Estónia rumo à independência, a recém- eleita legislatura da Estónia, juntamente com um parlamento popular eleito, o Congresso da Estónia, proclamaram a restauração do estado independente da Estónia e repudiaram Legislação soviética. Grandes grupos de voluntários desarmados foram proteger os edifícios do parlamento, da rádio e da televisão de quaisquer ataques das tropas soviéticas. Através destas acções, a Estónia recuperou a sua independência sem qualquer derramamento de sangue. 
A independência foi declarada no final da noite de 20 de agosto de 1991, após ter sido alcançado um acordo entre diferentes partidos políticos. Na manhã seguinte, as tropas soviéticas, segundo a TV estoniana, tentaram invadir a Torre de TV de Tallinn, mas não tiveram sucesso.  A tentativa de golpe dos radicais comunistas falhou no meio de manifestações pró-democracia em massa em Moscou lideradas por Boris Iéltsin.

Em 22 de Agosto de 1991, a Islândia (país independente desde 1944) anunciou o estabelecimento de relações diplomáticas com a Estónia, e a Islândia tornou-se assim o primeiro país estrangeiro a reconhecer formalmente a independência totalmente restaurada da Estónia em 1991. Hoje, uma placa comemorativa deste evento está situada na parede externa do Itamaraty, que fica em Islandi väljak 1, ou "Praça da Islândia 1". A placa diz; “A República da Islândia foi a primeira a reconhecer, em 22 de agosto de 1991, a restauração da independência da República da Estónia”, em estónio, islandês e inglês. Algumas outras nações não reconheceram a anexação da Estónia pela União Soviética.  

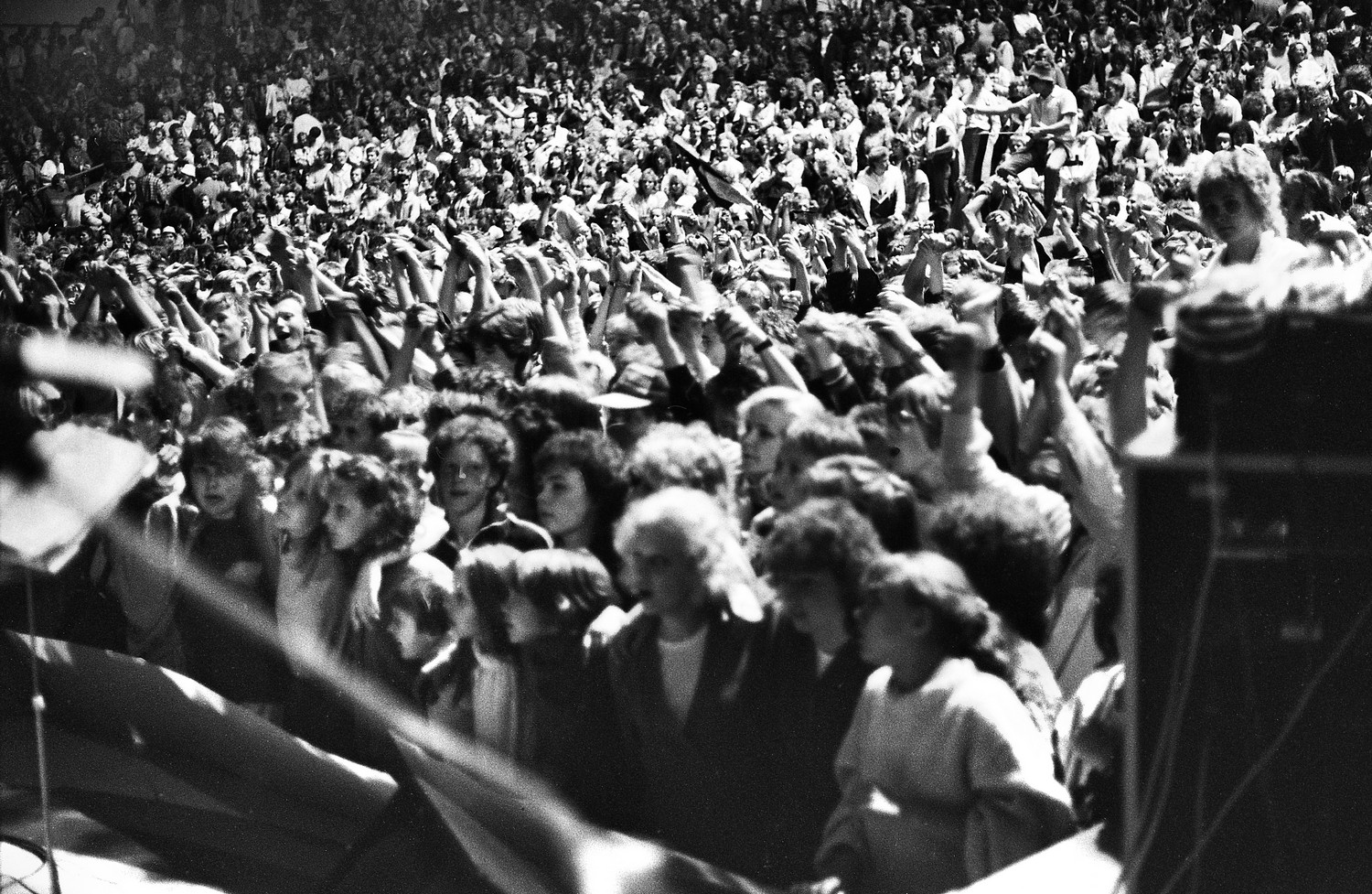
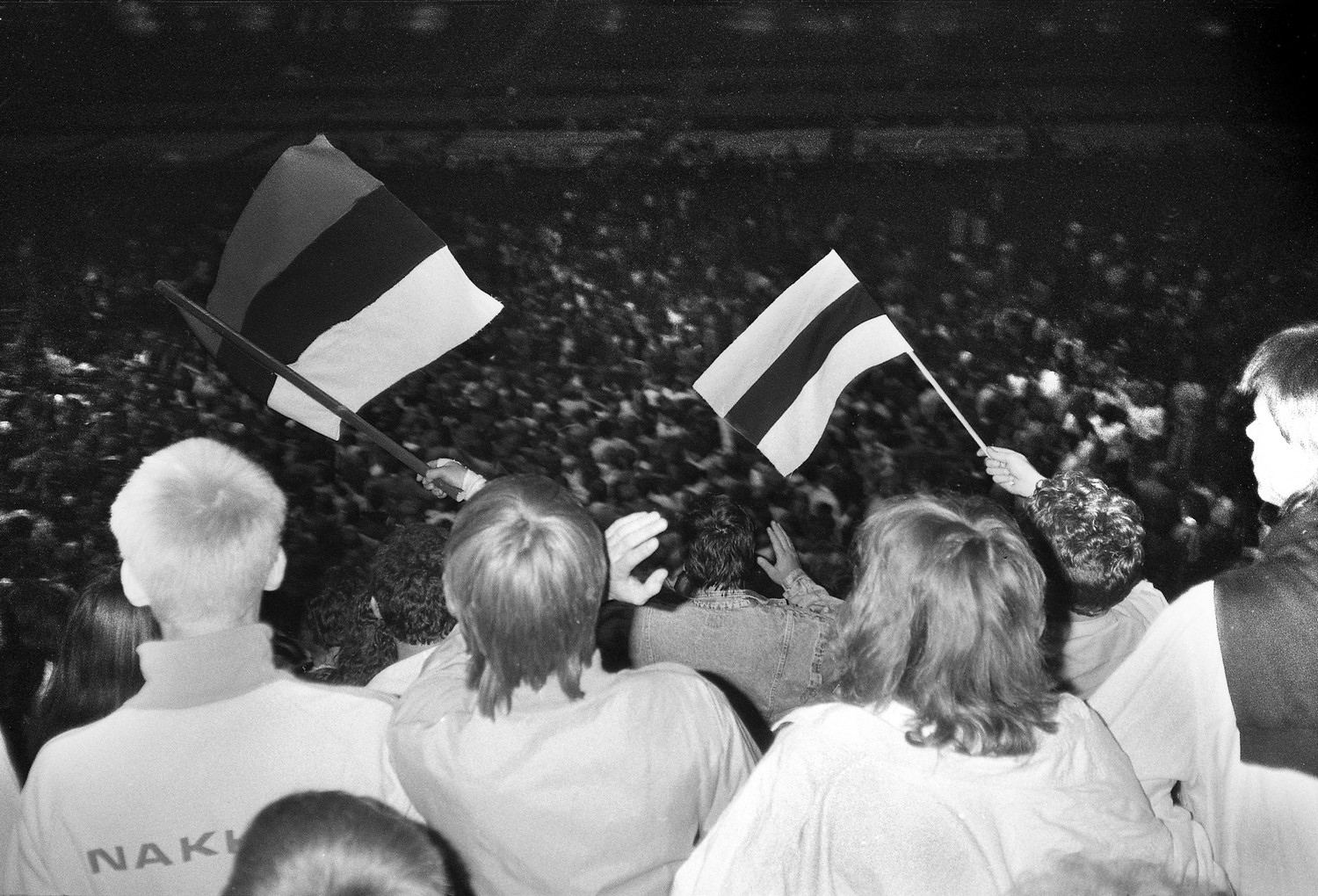
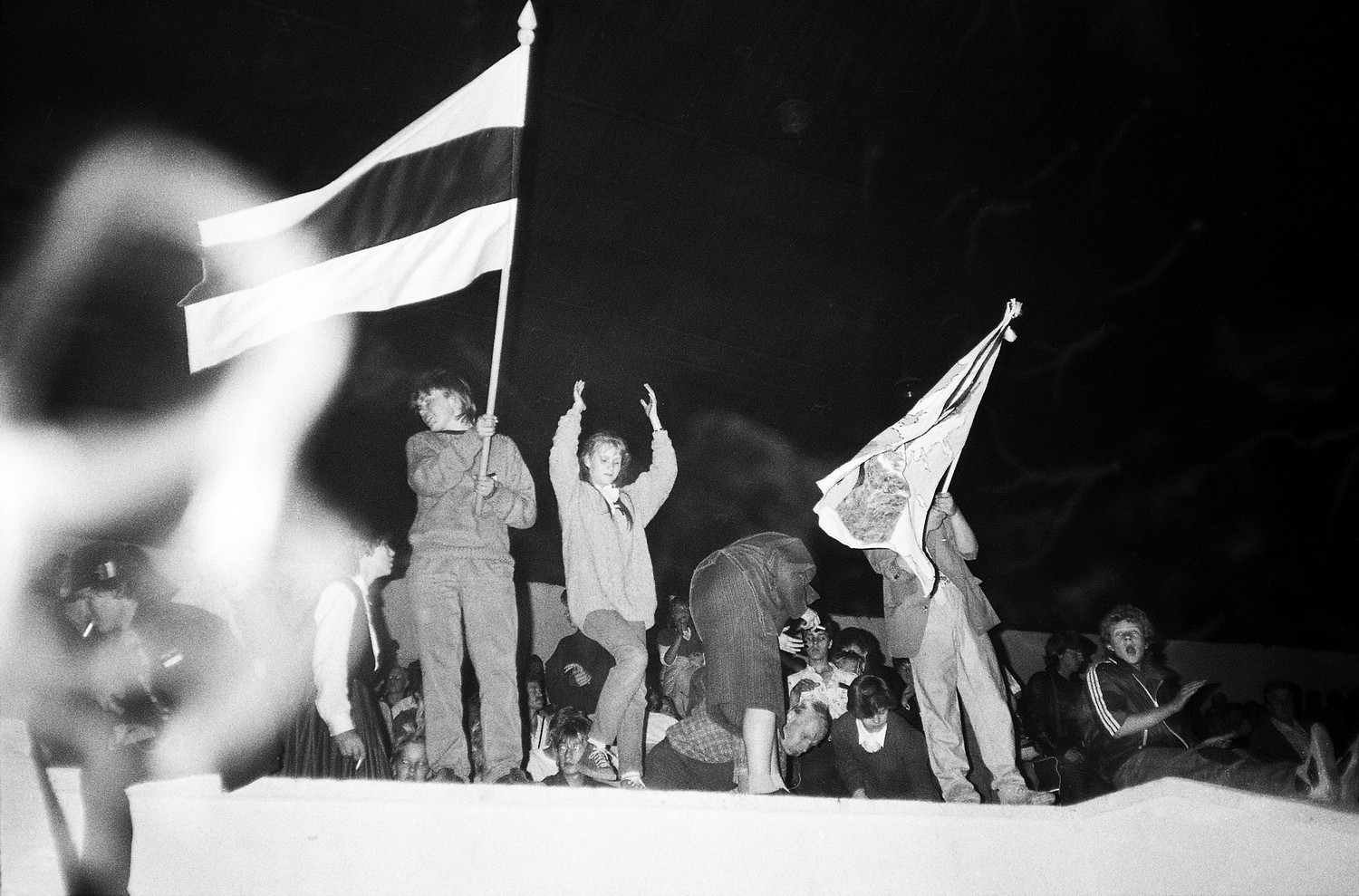
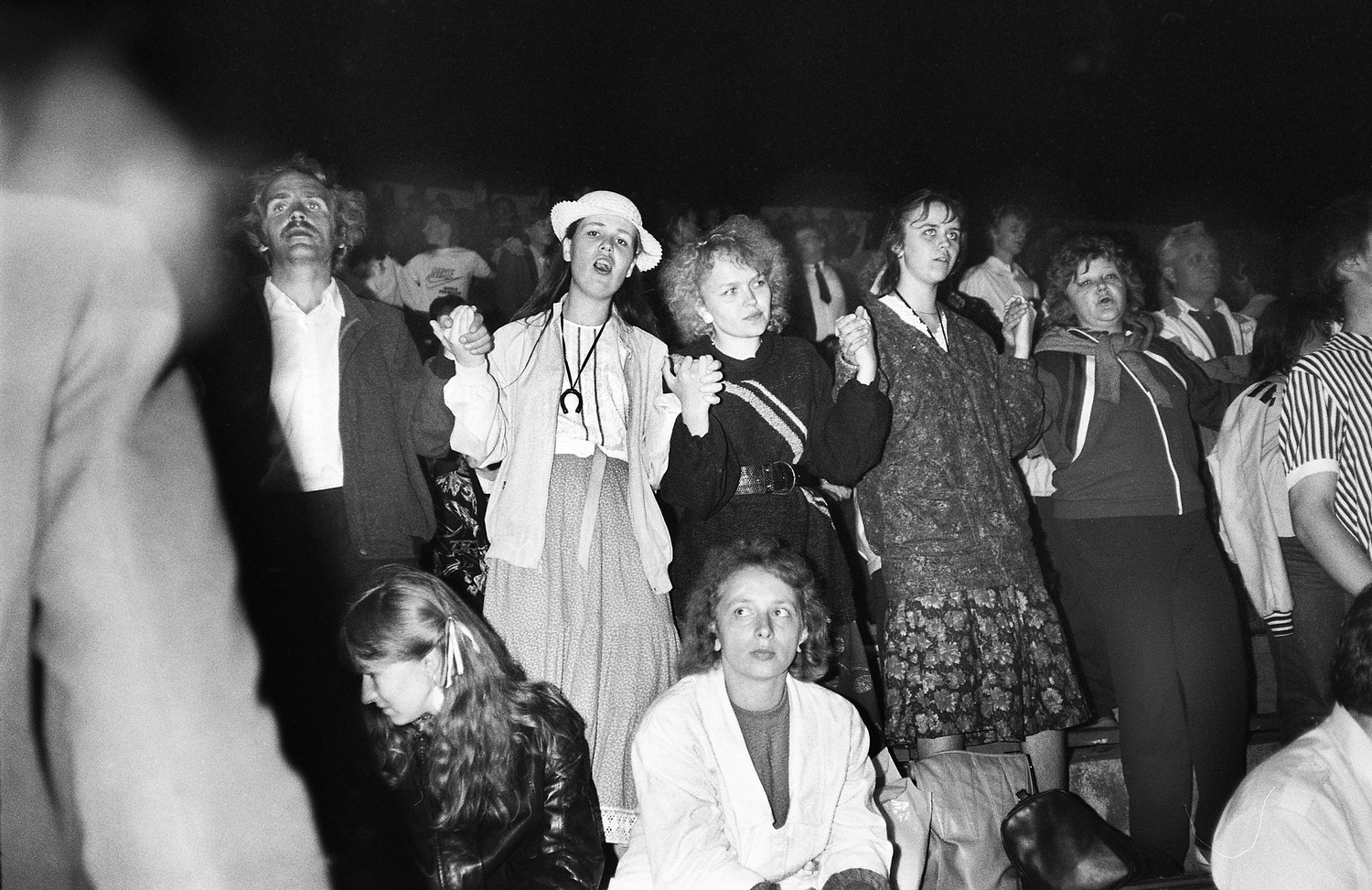
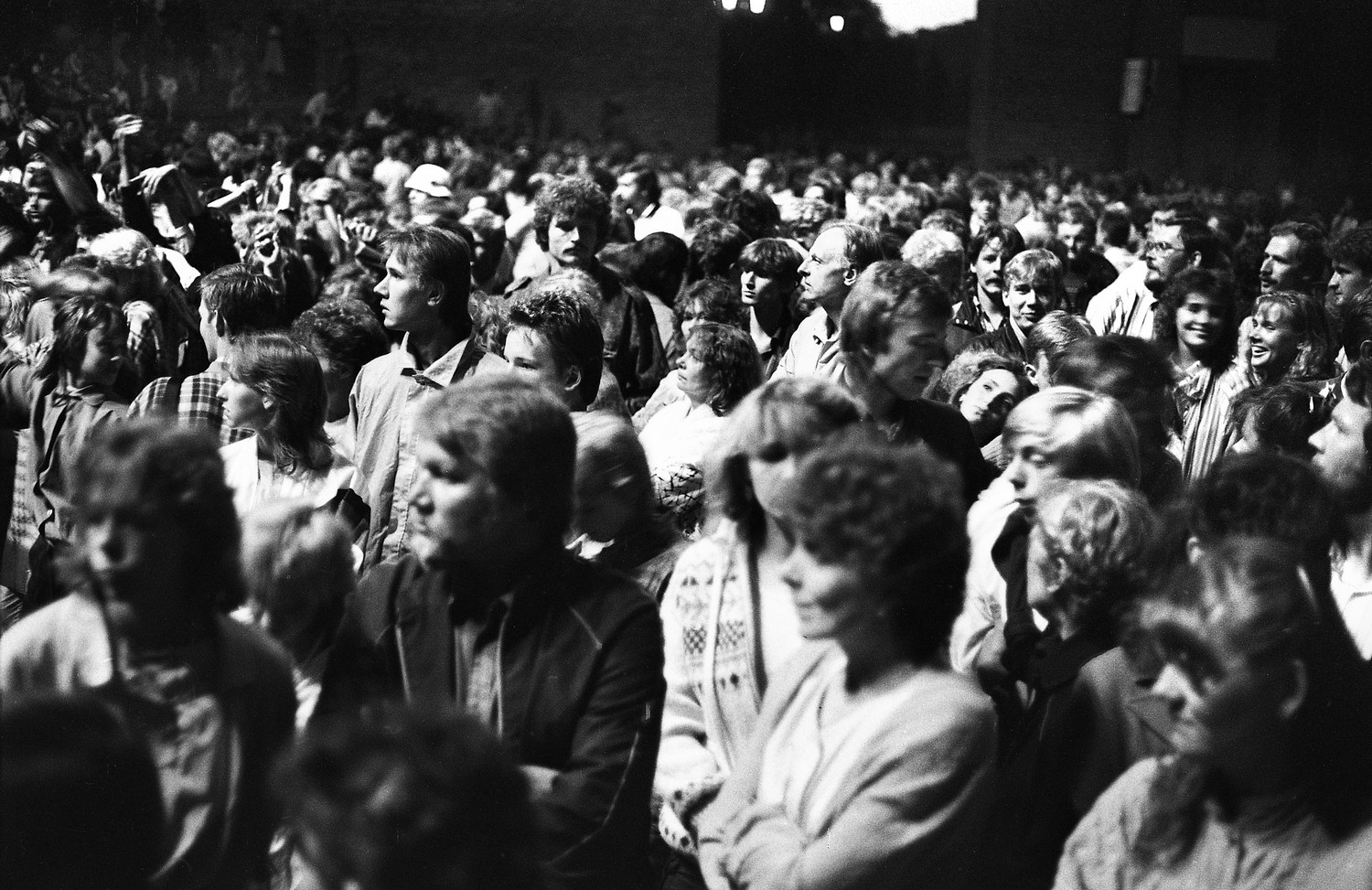
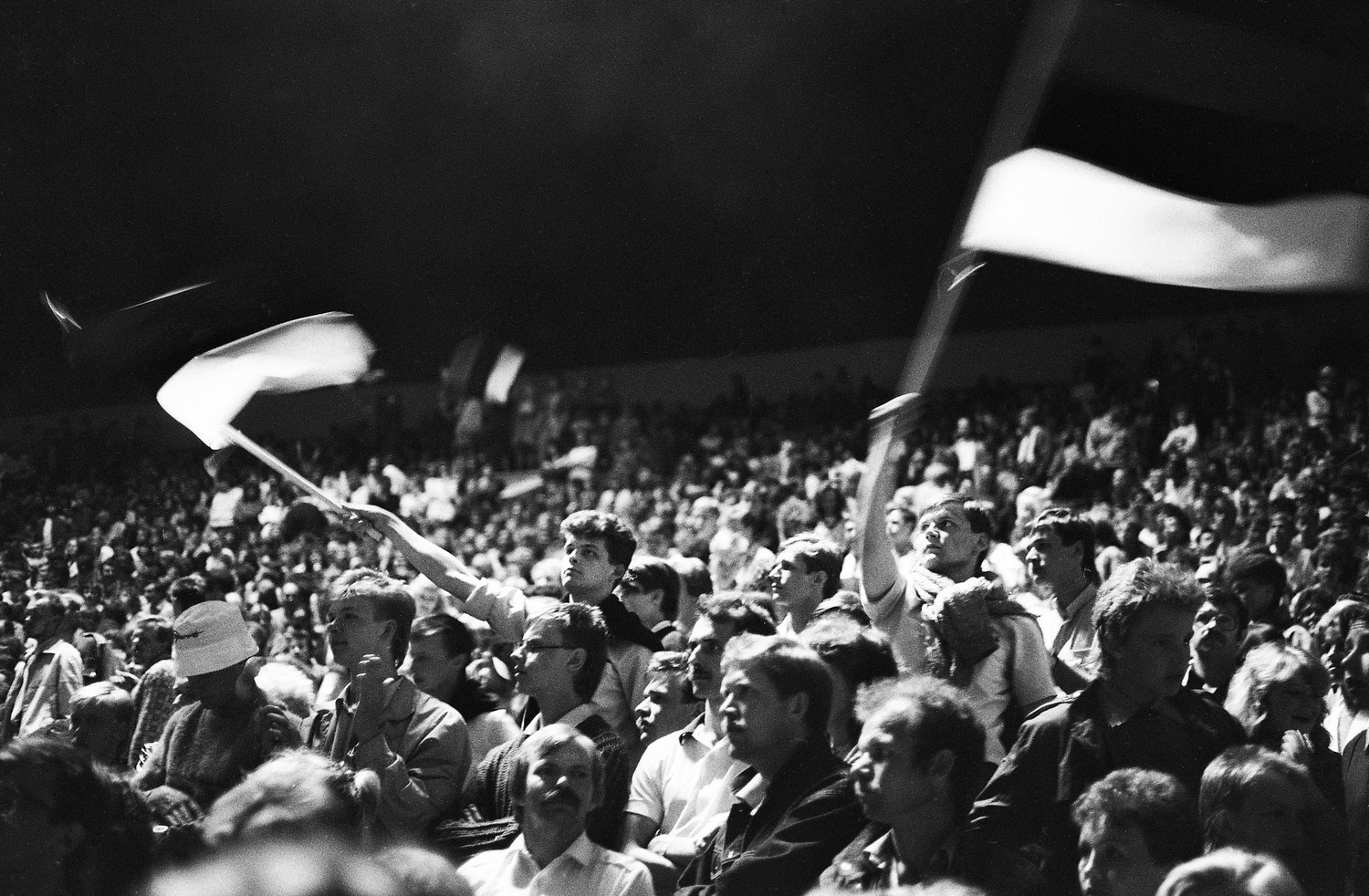
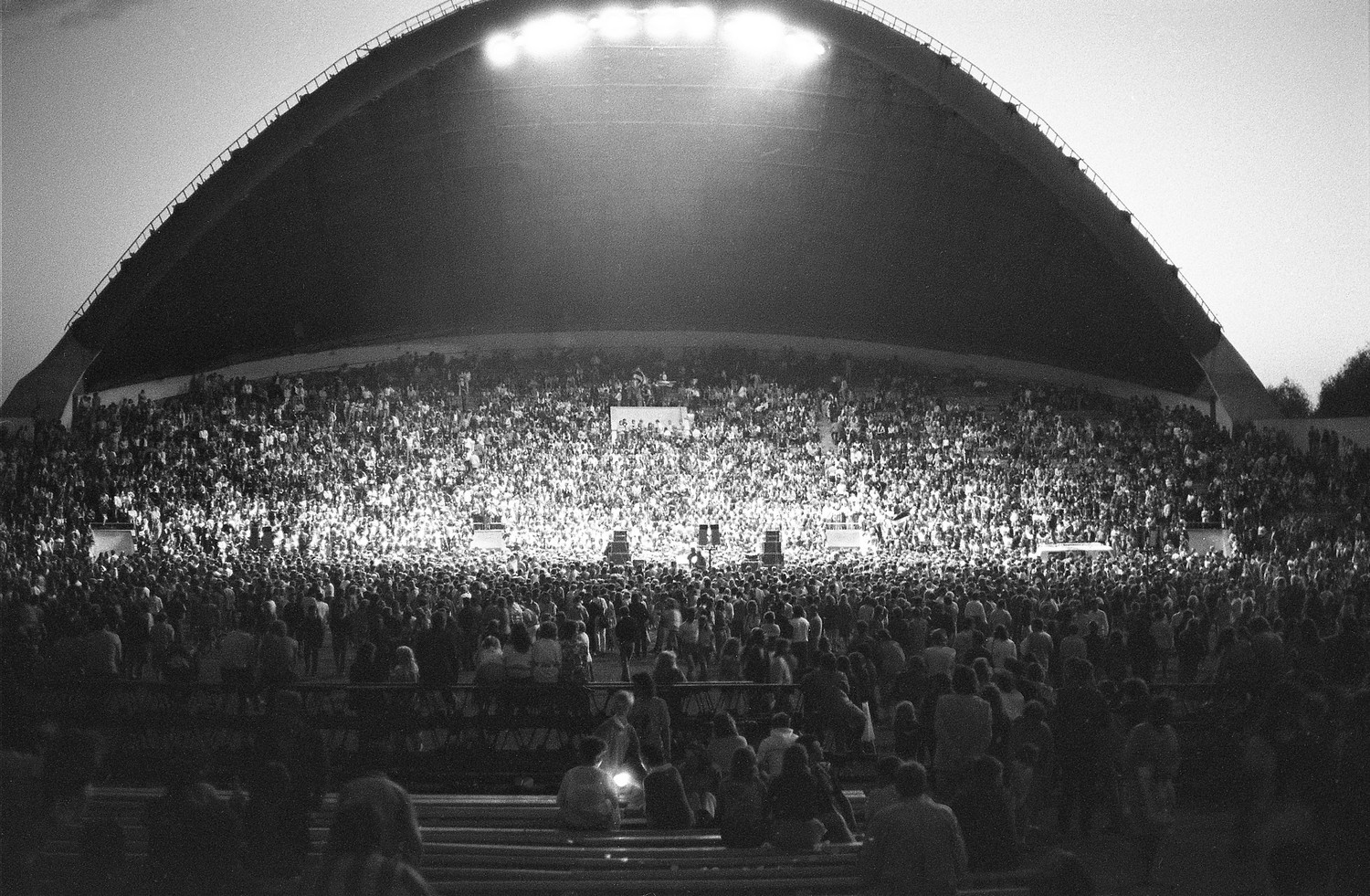

## Letônia
Durante a segunda metade da década de 1980, quando Mikhail Gorbatchov introduziu a glasnost e a perestroika na URSS, o que reverteu as restrições à liberdade na União Soviética, a aversão ao regime soviético cresceu até se tornar o terceiro Despertar Nacional da Letônia, que atingiu o seu pico em meados da década de 1988. 
Em 1986, tornou-se amplamente conhecido do público que a URSS estava planejando construir outra usina hidrelétrica no maior rio da Letônia, Daugava, e que havia sido tomada a decisão de construir um metrô em Riga. Ambos os projetos planejados por Moscou poderiam ter levado à destruição da paisagem e do patrimônio cultural e histórico da Letônia. Na imprensa, os jornalistas instaram o público a protestar contra estas decisões. O público reagiu imediatamente e, em resposta, o Clube de Proteção Ambiental foi fundado em 28 de Fevereiro de 1987. Durante a segunda metade da década de 1980, o Clube de Proteção Ambiental tornou-se um dos movimentos de massas mais influentes na região e começou a fazer exigências para a restauração da independência da Letónia. 
Em 14 de junho de 1987, aniversário das deportações de 1941, o grupo de direitos humanos "Helsinki-86", fundado um ano antes, organizou pessoas para colocar flores no Monumento da Liberdade (símbolo da independência da Letónia, erguido em 1935). Isto é amplamente citado como o início do Despertar Nacional. No entanto, o Festival de Canção e Dança da Letónia de 1985 também foi por vezes nomeado como tal devido aos coros que solicitaram e executaram a canção Gaismas pils dirigida por Haralds Mednis após o evento principal. A canção, que fala sobre o renascimento de uma nação letã livre, geralmente um elemento básico do festival, foi retirada do repertório; o maestro, odiado pelas autoridades soviéticas, foi afastado do concerto de encerramento. Ele foi chamado de seu lugar pelo coro e 'Gaismas pils' foi tocada, transmitida ao vivo pela Latvijas Televīzija. 
Nos dias 1 e 2 de junho de 1988, o Sindicato dos Escritores realizou um congresso durante o qual a democratização da sociedade, a soberania económica da Letónia, a cessação da imigração da URSS, a transformação da indústria e a proteção dos direitos da língua letã foram discutidas pelos delegados. Ao longo desta conferência, pela primeira vez na Letónia do pós-guerra, o protocolo secreto do Pacto Molotov-Ribbentrop, que determinou o destino da Letónia depois de 1939, foi reconhecido publicamente. 
O congresso do Sindicato dos Escritores despertou a opinião pública e proporcionou um estímulo adicional ao processo geral de renascimento nacional.
No verão de 1988, duas das organizações mais importantes do período de renascimento começaram a reunir-se – a Frente Popular da Letónia e o Movimento de Independência Nacional da Letónia (LNIM). Pouco depois, o Congresso dos Cidadãos, de inclinação mais radical, apelou ao total descumprimento dos representantes do regime soviético. Todas essas organizações tinham um objetivo comum: a restauração da democracia e da independência. Em 7 de Outubro de 1988, houve uma manifestação pública em massa, apelando à independência da Letónia e ao estabelecimento de uma ordem judicial regular. Nos dias 8 e 9 de Outubro realizou-se o primeiro congresso da Frente Popular da Letónia. Esta organização, que atraiu 200.000 membros, tornou-se a principal representante do regresso à independência. 
Em 23 de Agosto de 1989, no quinquagésimo aniversário do Pacto Molotov-Ribbentrop, as Frentes Populares dos três países bálticos realizaram uma enorme demonstração de unidade – a "Cadeia Báltica". Um 600 quilômetros (373 mi) foi montada uma longa "cadeia" humana de Tallinn, passando por Riga até Vilnius. Esta foi uma demonstração simbólica do apelo do povo à independência da União Soviética. 
Novas eleições para o Soviete Supremo tiveram lugar em 18 de Março de 1990, nas quais os apoiantes da independência obtiveram uma vitória. Em 4 de maio de 1990, o novo Soviete Supremo da RSS da Letónia adotou uma moção, "Declaração de Independência", que apelava à restauração do estado letão entre guerras e da Constituição de 1922. 
Em Janeiro de 1991, contudo, as forças políticas pró-comunistas tentaram restaurar o poder soviético. Com o uso da força, foram feitas tentativas de derrubar a nova assembleia. Os manifestantes letões conseguiram impedir que as tropas soviéticas reocupassem posições estratégicas, e estes eventos são conhecidos como os "Dias das Barricadas". 
Em 19 de agosto de 1991, uma tentativa frustrada de golpe de estado ocorreu em Moscou, quando um pequeno grupo de proeminentes funcionários soviéticos não conseguiu recuperar o poder devido a grandes manifestações pró-democracia na Rússia. Este evento resultou na rápida transição da Letónia para a independência. Após o fracasso do golpe, o Soviete Supremo da República da Letónia anunciou, em 21 de Agosto de 1991, que o período de transição para a independência total declarado em 4 de Maio de 1990 tinha chegado ao fim. Por conseguinte, a Letónia foi proclamada uma nação totalmente independente, cuja fundação judicial remontava ao Estado que existia antes da ocupação em 17 de Junho de 1940. 

## Lituânia

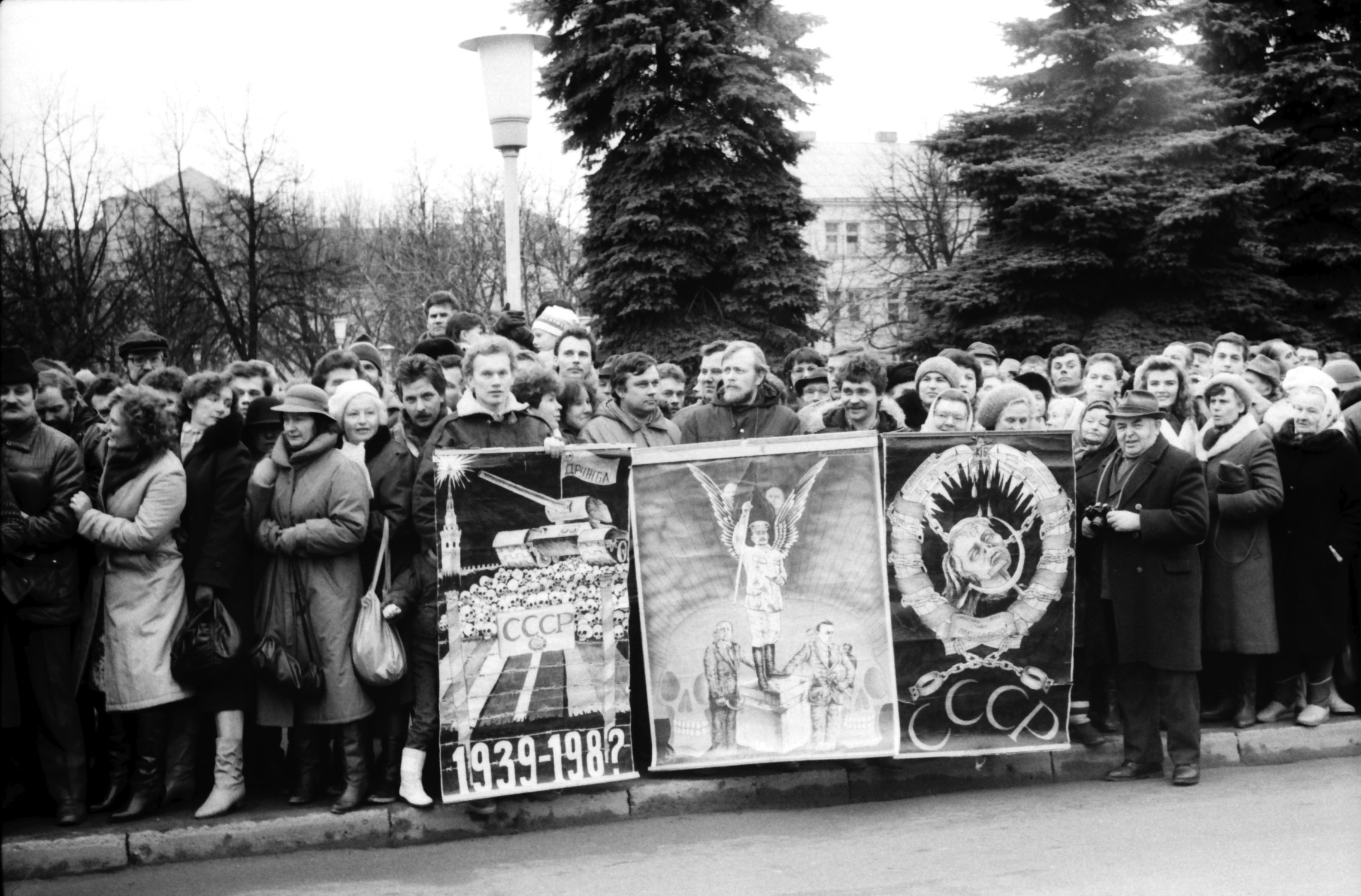
Povo lituano em Šiauliai (visita de Gorbachev, 1990)

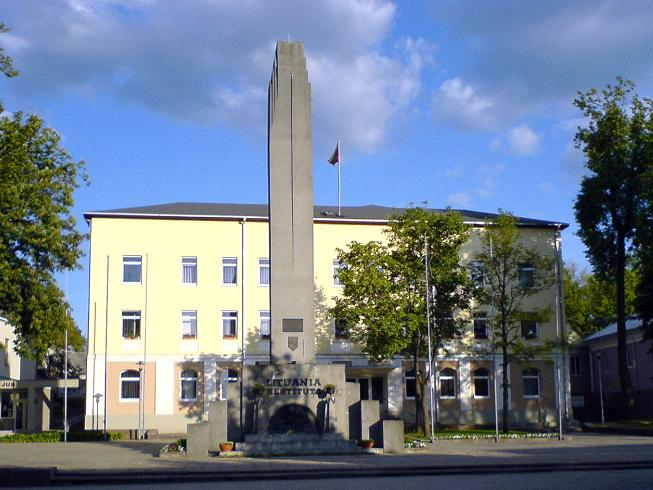
Monumento da independência de Ukmergė, "Lituania Restituta", restaurado em 1989.

Entre 1956 e 1987, a resistência pública aberta ao regime soviético foi rara. Tornou-se mais persistente nas décadas de 1970 e 1980. Um exemplo disto poderiam ser os acontecimentos de Kaunas em 1972. Muitos cantores populares usavam frequentemente a poesia de poetas nacionalistas como Bernardas Brazdžionis ou Justinas Marcinkevičius, como letras das suas canções. Em 1987, a Marcha do Rock também promoveu a conscientização sobre o assunto entre as pessoas. 
Em 1987, foram fundadas diversas organizações (principalmente ambientais). Em 3 de junho de 1988, foi criado o Sąjūdis, um movimento político e social. Alguns iniciadores deste movimento foram membros ativos de organizações ambientais, criadas em 1987 (por exemplo, Zigmas Vaišvila, Gintaras Songaila). Inicialmente, esta organização apoiou o regime, mas no início do outono do mesmo ano, após o crescimento em toda a Lituânia, tornou-se uma força de oposição ao CPL. 
Em resposta a isso, Sąjūdis tornou-se uma organização mais centralizada. A oposição nacionalista ativa (principalmente a Liga da Liberdade da Lituânia) ao regime culminou em vários protestos públicos. A mais notória delas ocorreu em 28 de outubro de 1988, que culminou em dispersão violenta. A raiva pública resultante causou demissões no Partido Comunista da Lituânia (incluindo o então Primeiro Secretário do partido, Ringaudas Songaila, que serviu pouco mais de um ano) e substituiu-os por membros mais moderados. 
À medida que a liderança do CPL mudou, decidiu devolver a Catedral de Vilnius, anteriormente utilizada como museu de belas artes, à comunidade católica em 21 de Outubro de 1988. O hino nacional da Lituânia e o tradicional Tricolore nacional foram legalizados na Lituânia em 18 de novembro de 1988, substituindo oficialmente a bandeira e o hino da República Socialista Soviética da Lituânia. Seguiu-se o reconhecimento da língua lituana como língua oficial, o que significou que se tornou a única língua jurídica a nível institucional.  Esta última mudança foi fundamental para a destituição de alguns funcionários (por exemplo, Nikolai Mitkin, que serviu como segundo secretário do CPL), mas alimentou tensões nas comunidades de língua polaca e russa.
Seguiu-se a reconstrução gradual dos símbolos nacionais, que incluiu a construção ou restauração de monumentos da independência em todo o país no final de 1988 e 1989.
Durante 1989, várias organizações (por exemplo, a União dos Escritores) separaram-se das soviéticas. Antes da eleição do Congresso dos Deputados Populares da União Soviética, a mídia de Sąjūdis tornou-se mais restrita, mas após a derrota do CPL (ganhou apenas 6 assentos de 42, outros assentos foram conquistados pelos candidatos apoiados por Sąjūdis), as restrições foram levantadas. No final do ano, o PCL desistiu do seu monopólio de poder e concordou em realizar eleições livres para o Soviete Supremo da RSS da Lituânia em 1990, que perdeu.
Cinco décadas depois de a Lituânia ter sido ocupada e incorporada na União Soviética, a Lituânia tornou-se a primeira república a declarar a sua independência da URSS em 11 de Março de 1990, enquanto a Estónia e a Letónia declararam que o domínio soviético era ilegal desde o início e desde a restauração total da independência. ainda não era exequível, iniciou um período de transição para a independência, culminando com o fracasso do golpe de Estado de Agosto. Pela mesma razão, quase todas as nações da comunidade internacional, exceto a Islândia, hesitaram em reconhecer a independência da Lituânia até agosto de 1991. 
Os militares soviéticos responderam duramente. Em 13 de janeiro de 1991, quatorze manifestantes não violentos em Vilnius morreram e centenas ficaram feridos defendendo a Torre de Televisão de Vilnius e o Parlamento das tropas de assalto e tanques soviéticos. Os lituanos referem-se ao evento como Domingo Sangrento. A disciplina e a coragem dos seus cidadãos – de braços dados e cantando face aos tanques e às balas perfurantes – evitaram uma perda muito maior de vidas e mostraram ao mundo que os cidadãos da Lituânia estavam preparados para defender a sua independência nacional. 
Os governos internacionais começaram a reconhecer a independência da Lituânia após o fracasso do golpe de estado em agosto de 1991.

## Canções de protesto notáveis
- "Os Bálticos estão acordando" (em lituano:  Bunda jau Baltija, em letão:  Atmostas Baltija, em estoniano:  Ärgake, Baltimaad) (Lituânia/Letônia/Estônia)
- "Brīvību Baltijai" [24] (Letônia) ("Liberdade para os Bálticos")
- "Dzimtā valoda" [24] (Letônia) ("Língua materna")
- "Lāčplēsis" (Letônia) ("matador de ursos")
- "Manai Tautai" [24] (Letônia) ("Para Minha Nação")
- "Gaismas pils" [25] (Letônia) ("Castelo de Luz")
- "Pūt, Vējiņi!" [25] – Versão letã de uma canção folclórica de casamento da Livônia ("Pūgõ tūļ") e frequentemente usada no lugar do hino nacional durante a era soviética. (Letônia) ("Sopro, Ventos!")
- " Saule, Pērkons, Daugava " [25] (Letônia) ("Sol, Trovão, Daugava")
- "Ei ole üksi ükski maa" [24] (Estônia) ("Não há terra sozinha")
- " Eestlane olen ja eestlaseks jään" [24] (EST) ("Estoniano eu sou e estoniano serei")
- "Isamaa ilu hoieldes" [24] (Estônia) ("Manter a beleza da pátria")
- "Sind surmani" [24] (Estônia) ("Até eu morrer")
- "Mingem üles mägedele" [24] (Estônia) ("Vamos subir as montanhas")
- "Laisvė" (perf canônico. Eurika Masytė) (Lituânia) ("Liberdade")
- "Palaimink Dieve mus" (Lituânia) ("Deus nos abençoe")
- "Dėl Tos Dainos" (Lituânia) ("Para essa música")
- "Pabudome ir kelkimės" (Lituânia) ("Acordamos, agora vamos levantar")
- "Kokia nuostabi, Lietuva esi" (perf canônico. Kipras Mašanauskas) (Lituânia) ("Como você é incrível, Lituânia")
- "Šaukiu aš tautą" (canônico perf. Vytautas Kernagis) (Lituânia) ("Eu chamo a nação")
- "Tėvyne dainų ir artojų" (canônico perf. Rondo) (Lituânia) ("Pátria das canções e filhos do solo")
- "Mano mylimoji / per pasaulio sniegą ..." (canônico perf. Gintarė Jautakaitė) (Lituânia) ("Meu amado / através da neve do mundo")
- "Broli, neverk!" (Lituânia) ("Irmão, não chore")
- "Pīmiņ bruoļ" ("Lembre-se, irmão") Canção do despertar da Latgália.